# Merlin (Robinson)
Pour les articles homonymes, voir Merlin.
Merlin est un poème dramatique écrit par Edwin Arlington Robinson en 1917.

## Description
Le poème est tout à fait moderne dans son esprit et son traitement, avec des vers comme celui-ci : 
Time swings

A mighty scythe, and some day all your peace

Goes down before its edge like so much clover.
Dans le poème de Robinson, le roi Arthur et ses chevaliers ne sont pas des héros romantiques, comme d'autres poètes les ont présentés.